# Place du Châtelet (Orléans)
Pour les articles homonymes, voir Châtelet.
La place du Châtelet est une place  française d'Orléans (Loiret, Centre-Val de Loire).

## Situation et accès
Cette place du centre-ville de la ville est située sur la rive droite de la Loire, en amont du pont George-V.
La place est aujourd'hui occupée dans sa quasi-totalité par le centre commercial des Halles Châtelet.

## Historique

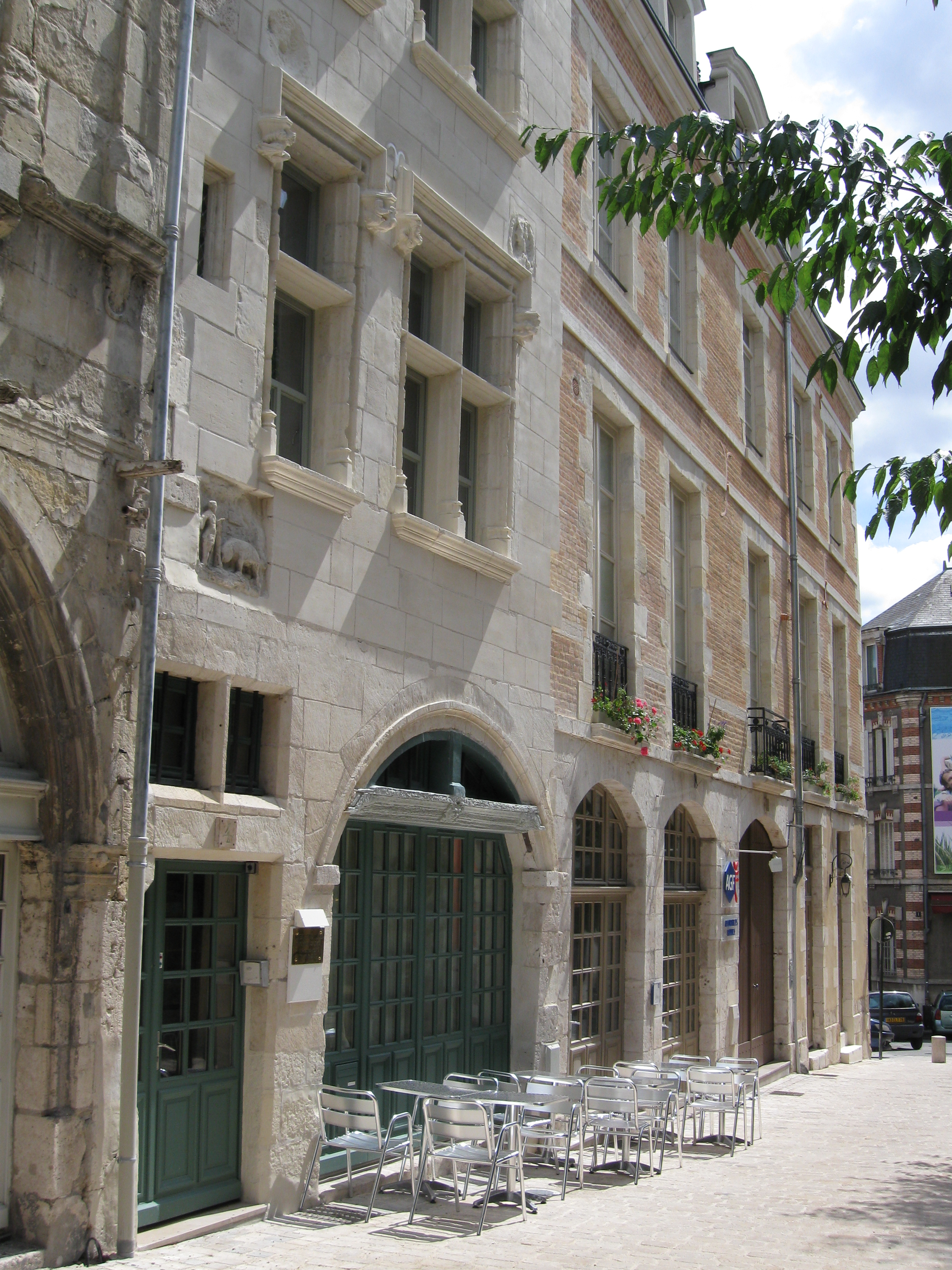
Maisons anciennes restaurées place du Châtelet

La place du Châtelet a été créée à la fin du XIXe siècle. La démolition de maisons anciennes et la destruction de vieilles rues a permis de dégager un vaste espace carré. Au centre sont implantées les halles en fer destinées au marché de gros.
Des halles alimentaires sont construites en 1882.
Un centre commercial est ouvert en remplacement des anciennes halles en 1977.

## Bâtiments remarquables et lieux de mémoire
Parmi les anciennes maisons préservées figure la maison dite de Jean Dalibert, un marchand. La maison a été bâtie dans les années 1560 à l'emplacement d'une maison médiévale et en reprend le plan et les proportions initiales
L'immeuble situé au n°4, daté de la 1re moitié XVIe siècle, est inscrit à l'inventaire des Monuments historiques en 2009.
Au numéro 20/22 est situé un immeuble renaissance.